# Simon Blackburn

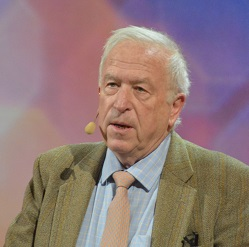
Simon Blackburn (2017)

Simon Walter Blackburn (* 12. Juli 1944 in Chipping Sodbury) ist ein britischer Philosoph.

## Leben
Er lehrte von 2001 bis 2011 in Cambridge. Vorher hatte er einen Lehrstuhl an der University of North Carolina at Chapel Hill inne. Von 1969 bis 1990 war er Fellow und Dozent am Pembroke College (Oxford). Er war von 1984 bis 1990 der Herausgeber der Zeitschrift Mind. Blackburn ist Vizepräsident der British Humanist Association.
2002 wurde er Mitglied (Fellow) der British Academy. 2008 wurde er als ausländisches Ehrenmitglied die American Academy of Arts and Sciences gewählt.

## Rezeption

### Think
Blackburn behandelt in diesem für ein breiteres Publikum geschriebenem Werk acht philosophische Fragen: Wissen, Geist, Willensfreiheit, Ich, Gott, Urteilen, Welt, Was soll ich tun? In der Einleitung bekennt er sich zur traditionellen Philosophie "gegen jeden modernen oder postmodernen Skeptizismus, der den Wert des Denkens bezweifelt (S. 20). Im Nachwort Abschied bezeichnet er Humes gemäßigten Skeptizismus und die Selbstbescheidung des Denkens als das Ergebnis. „Wir brauchen ein angemessenes Gefühl ihrer Macht (der Ideen), ihren Schwierigkeiten, ihrer Zerbrechlichkeit und ihrer Fehlbarkeit.“ (S. 254)
Mark Sainsbury hält das Buch für eine gute Einführung, wenn auch völlig anders als die bekannten von Gaarder, Ayer und Russel. Er hält es für charakteristisch, dass Hume zu vielen Themen zu Wort komme und Descartes, Locke, Berkeley und Kant ausführlich vorgestellt würden. Außerdem beziehe er sich auf Quellen, die den meisten Philosophen weniger vertraut sein werden: Ein Angriff auf die Ansicht, dass ein physikalisches Teilchen mehr ist als seine Kräfte und Energien, das Blackburn Michael Faraday zuschreibe. Galilei habe die Ansicht vertreten, dass „Geschmäcker, Gerüche, Farben und so weiter ... nur im Bewusstsein wohnen“. Newton werde mit den Worten zitiert, dass die Vorstellung einer Fernwirkung absurd sei.
Michael Hampe ist von Blackburns Werk Think insgesamt enttäuscht. Er beurteilt es als „Potpourri von eingängigen Deutungen der immer wieder gedeuteten Passagen aus der aufklärungsphilosophischen Standardliteratur“.

## Schriften
- Reason and Prediction (1973). ISBN 0-521-08742-2.
- Spreading the Word (1984). ISBN 0-19-824650-1.
- Essays in Quasi-Realism (1993). ISBN 0-19-508041-6 und ISBN 0-19-508224-9.
- The Oxford Dictionary of Philosophy (1994). ISBN 0-19-211694-0.
- Ruling Passions (1998). ISBN 0-19-824785-0.
- (Hrsg., mit Keith Simmons): Truth (1999) (Oxford Readings in Philosophy). ISBN 0-19-210024-6 und ISBN 0-19-969087-1.
- Think: A Compelling Introduction to Philosophy. (1999) ISBN 0-19-210024-6 und ISBN 0-19-969087-1.
  - Deutsch: Denken. Die großen Fragen der Philosophie. Primus Verlag, Darmstadt 2001, ISBN 978-3-89678-222-9.
- Being Good (2001). ISBN 0-19-210052-1. Nachdruck unter dem Titel: Ethics: A Very Short Introduction, Oxford University Press (Very Short Introductions series) . ISBN 0-19-280442-1.
  - Deutsch: Gut sein. Eine kurze Einführung in die Ethik. (Being Good) Primus. 160 Seiten
- Lust (Oxford University Press 2004). ISBN 0-19-516200-5.
- Truth: A Guide (2005). ISBN 0-19-516824-0.
- Liberalism, Religion, and the Sources of Value (2005).
- Plato's Republic: A Biography (2006). ISBN 1-84354-350-8.